# هرمان فولك
هرمان فولك (بالألمانية: Hermann Volk)‏ (و. 1903 – 1988 م) هو أستاذ جامعي، وكاهن كاثوليكي ألماني، شارك في المجمع المغلق أكتوبر 1978، والمجمع المغلق أغسطس 1978، توفي في ماينتس، عن عمر يناهز 85 عاماً.

## مناصب
تولى منصب كاردينال (منذ 5 مارس 1973)
- أسقف كاثوليكي (منذ 5 يونيو 1962)
- مطران  [لغات أخرى]‏

.

## التعليم
تعلم في جامعة فريبورغ، وتعلم في جامعة مونستر
.

## جوائز
حصل على جوائز منها:

وسام الصليب الأعظم من الفئة الأولى للخدمات الجليلة لجمهورية ألمانيا الاتحادية (1975)

## روابط خارجية
- هرمان فولك على موقع مونزينجر (الألمانية)